# Caulibugula lunga
Caulibugula lunga är en mossdjursart som beskrevs av Tilbrook 2006. Caulibugula lunga ingår i släktet Caulibugula och familjen Bugulidae.
Artens utbredningsområde är havet kring Solomonöarna. Inga underarter finns listade i Catalogue of Life.